# El último hereje
El último hereje es una película de Terror sobrenatural argentina de 2022 dirigida por Daniel de la Vega. Narra la historia de un escritor ateo que recibe un trasplante de corazón que desata acontecimientos oscuros. Está protagonizada por Germán Palacios, Victoria Almeida, Gloria Carrá, César Bordón y Germán de Silva. La película se estrenó mundialmente el 9 de noviembre de 2022 durante Festival Internacional de Cine de Mar del Plata, mientras que su estreno comercial en los cines de Argentina fue el 2 de marzo de 2023.

## Sinopsis
Cuenta la historia de Juan Conte, un escritor ateo conocido por sus best seller y a su vez es perseguido por fanáticos religiosos para convertirlo en creyente. Un día, Juan sufre un infarto y recibe un trasplante de corazón. Esto causa que las personas coloquen crucifijos en la puerta de su casa, sin embargo, en el medio conoce a una enfermera que esconde un oscuro secreto.

## Elenco
- Germán Palacios como Juan Conte
- Victoria Almeida como María
- Gloria Carrá como Raquel
- César Bordón como Tobías Rubio
- Germán de Silva como Álvaro
- Daniel Miglioranza como Dr. Fisher
- Héctor Calori como Sacerdote Miocic
- Miguel Jordán como Rabino Mekler
- Dante Brun como Ezequiel
- Anita Co como Mamá de Juan
- Iván Moschner como Gabriel
- Verónica Intile como Regina Castro
- Constanza Maral como Monja
- Dani Zalenco como Franco Cárdenas

## Recepción

### Comentarios de la crítica
La películas recibió críticas positivas por parte de la prensa. Diego Curubeto de Ámbito Financiero expresó «De la Vega se luce con imágenes extrañas y atractivas tanto en los momentos mas tensos como en las secuencias normales». Emiliano Basile de Escribiendo cine resaltó que el filme «trae lo mejor del género a escena» y destacó la interpretación de Almeida asegurando que ofrece «una gran actuación». Matías Orta de A sala llena mencionó «De la Vega hace gala de su oficio para componer escenas aterradoras y revelar las tinieblas del ser humano».
En una reseña para Pantalla partida, Tomás Emanuel Brunella escribió «se busca un horror a lo suspenso y que en sus momentos falla, pero que no desagrada, juega lo que quiere jugar; su giro de tuerca, es lo que da el envión, para que la película funcione, eso, dentro de lo que quiere ser, o hasta lo que puede llegar a ser».

### Premios y nominaciones
| Lista de premios y nominaciones | Lista de premios y nominaciones | Lista de premios y nominaciones | Lista de premios y nominaciones | Lista de premios y nominaciones | Lista de premios y nominaciones |
| Año                             | Organización                    | Categoría                       | Nominado/a(s)                   | Resultado                       | Ref(s)                          |
| ------------------------------- | ------------------------------- | ------------------------------- | ------------------------------- | ------------------------------- | ------------------------------- |
| 2022                            | Buenos Aires Rojo Sangre        | Mejor fotografía                | Mariano Suárez                  | Ganador                         | [ 10 ]                          |
| 2022                            | Buenos Aires Rojo Sangre        | Mención especial                | Victoria Almeida                | Ganadora                        | [ 10 ]                          |